# منصة حوسبة
المِنَصَّة (بالإنجليزية: Platform)‏ في علم الحاسوب: بيئةٌ تُشَغَّلُ فيها البرمجيات. والمنصة إمَّا عَتَاد، وإمَّا نظام تشغيل، وإمَّا متصفح ويب وغير ذلك من البرمجيات، فهي مكان تعمل فيه البرمجيات. ولمِنَصَّات الحوسبة مستويات من التجريد، ففيها: معمارية الحاسب، ونظام التشغيل، ومكتبات التشغيل (Runtime library).
تفرض المنصّات قيوداً على عملية تطوير البرمجيات، فلكل منصة وظائفُ، ومِيزات، ومحدوديّة في الموارد، لا تُجاوِزها. وفي كل منصة وظائفُ أوَّليَّة (Low-Level) افتراضيًّا، تُعين علىٰ تطوير البرمجيات.
تِقْنِيَّة المنصات (Platform technology) تِقْنيَّاتٌ تُطَوَّر بها تِقْنيَّات (أو مِنَصَّات) أخرىٰ، وهي أساس التقْنيَّات المستعملة مستقبلًا.
كأنْ يكونَ عَتَادُ الحاسوب (Hardware) منصةً لنظام التشغيل، ونظامُ التشغيل منصةً لمكتبة net. وهي منصة بنفسها لتطوير برمجياتٍ غيرِها أو منصات.
وأيضاً منصة بِلَيِستيشن (Playstation) ونظام التشغيل الذي يستعمله فلنا أن نطوِّر  عليه ألعابًا جديدةً.
وإن تطوير تقْنيَّة المِنصات عميق، لما يكون فوقه من تقْنيَّاتٍ أُخَر، فيُطيل مُدة الاعتماد عليها، كنظام ويندوز؛ لا يُستغنى عنه حتى الآن؛ فإن ملايين البرمجيات تعتمد عليه منصةً لا غنى عنها.